# Apocoptoma chabrillacii
Apocoptoma chabrillacii is een keversoort uit de familie van de boktorren (Cerambycidae). De wetenschappelijke naam van de soort werd in 1857 gepubliceerd door James Thomson.